# Fanova rovina

Grafické znázornění Fanovy roviny, čáry odpovídají přímkám

Fanova rovina (pojmenovaná po italském matematikovi Gino Fanovi) je měřeno počtem prvků a přímek nejmenší projektivní rovina: obsahuje sedm bodů a sedm přímek.
Je možné ji zkonstruovat v rámci lineární algebry jako projektivní rovinu tělesa s dvěma prvky. Tedy její model je {\displaystyle \mathbb {Z} _{2}\mathbb {P} ^{2}}, kde {\displaystyle \mathbb {Z} _{2}} je dvouprvkové těleso.

## Formální zápis
Fanova rovina je dvojice {\displaystyle [X,P]}, kde X je množina 7 bodů a P je množina sedmi trojprvkových podmnožin X (přímek), splňující axiomy projektivní roviny. Fanovu rovinu lze vypsat např. takto:
{\displaystyle X=\{1,2,3,4,5,6,7\},\;P=\{\{1,2,5\},\{1,3,6\},\{1,4,7\},\{2,3,7\},\{2,4,6\},\{3,4,5\},\{5,6,7\}\}}

## Vlastnosti
- každé dva body určují jedinou přímku,
- každé dvě přímky se protínají v jediném bodě,
- pokud mají dvě přímky průnik v X, {\displaystyle \{A,B,X\},\{C,D,X\}}, pak přímky obsahující {\displaystyle \{A,C\},\{B,D\}} mají opět společný průnik.